# Абу Хамму I
Абу Хамму I Муса (араб. أبو حمو موسى الأول; д/н — 22 червня 1318) — 4-й султан Держави Заянідів у 1308—1318 роках. Повне ім'я Абу Хамму Муса ібн Абу Саїд Усман ібн Ягморасан.

## Життєпис
Син султана Абу Саїд Усмана I. Про дату народження та молоді роки обмаль відомостей. 1308 року після смерті брата Абу Заяна I успадкував трон. Продовжив політику з відновлення єдності держави, змусивши племена берберів-маграва на сході підкоритися, завдавши їм поразки в битві неподалік від Шлефу, де загинув шейх супротивника Абд ар-Рахман ібн Манділ. В результаті підкорив усі племена, суттєво зміцнивши державу.
За цим почав активно відбудовувати столицю Тлемсен, що істотно постраждала після 8-річної облоги з боку Маринідів. Крім того, в долині річки Шеліфф звів численні укріплення, які мали контролювати племена маграва і туджин.
1310 року підкорив регіон Зібан у Сахарському Атласі. 1312 року ліквідував напівнезалежну владу в містах Аїт-Тедел і Алжир (тут звів укріплення Азфун). За цим втрутився в боротьбу за владу в Державі Хафсідів, атакувавши загони аль-Ліх'яні. На деякий час у 1313 році вдалося захопити Беджаю і Костянтину. 1315 року відбив напад Маринідів біля Уджди. 1317 року поновив боротьбу за Беджаю і Костянтину з Хафсідами. 1318 року загинув внаслідок змови сина Абу Ташуфіна, що став новим султаном.